# Paul Creston
Paul Creston (* 10. Oktober 1906 in New York City; † 24. August 1985 in San Diego) war ein US-amerikanischer Komponist.
Überwiegend Autodidakt, unterwarf sich Creston keiner Schule. Er selbst führt Bach, Scarlatti, Chopin, Debussy und Ravel als seine wichtigsten Lehrmeister an. Für Henry Cowell gab es keinen zeitgenössischen Komponisten, der die Entwicklung eines musikalischen Themas fachgerechter als Creston beherrschte. Creston schrieb Stücke in nahezu sämtlichen Gattungen. In der Vokalmusik griff er gern auf Texte seines Landsmanns Walt Whitman zurück. Eckpfeiler seines Komponierens war der Rhythmus. Er liebte metrische Verschiebungen, üppige Harmonien und Orchestrierung, dabei auch durchaus Dissonanzen, zudem ungewöhnliche Instrumente, etwa Saxophon und Marimba. Im Ganzen gilt seine Musik trotz des „frechen“ Zuges als „tonal“ und „konservativ“ im Sinne von zugänglich. Nach großen Erfolgen sah er sich deshalb in seinen späten Schaffensjahren von der Avantgarde an den Rand des Musiklebens gedrängt. Gegenwärtig (2011) wird er eher selten gespielt und gehört.

## Leben
Paul Creston, ursprünglich Giuseppe Guttivergi oder auch Giuseppe Guttoveggio, stammte aus einer sizilianischen Einwandererfamilie. Sein Vater war Anstreicher. Als Kind reiste Paul mit seiner Mutter nach Sizilien, wo ihn die Gesänge der Bauern betörten. Zurückgekehrt, sparten sich seine Eltern Klavier- und Orgelunterricht für den begabten Jungen vom Mund ab. Mit 14 Jahren komponierte Creston bereits seine ersten Werke. Nach zwei Jahren High School musste er die Schule allerdings verlassen, um seine Familie finanziell zu unterstützen. Er arbeitete als Botenjunge, später als Angestellter von Banken und Versicherungen. Früh morgens vor der Arbeit und bis spät in die Nacht hinein übte er Klavier und komponierte.
Seine erste Anstellung als Musiker erhielt Creston 1926 als Organist zur Begleitung von Stummfilmen. Später wurde er Organist der St. Malachy Kirche in New York, eine Stellung, die er 33 Jahre lang innehatte. Mit 34 Jahren stellte ihn die Cummington School of the Art in Massachusetts als Lehrer für Klavier und Komposition an. Vier Jahre später wurde er musikalischer Leiter des ABC-Radioprogramms „Hour of Faith“. Seither komponierte er viel für den Rundfunk und das Fernsehen. An der Hochschule war er Cress gerufen worden, nachdem er in einem Theaterstück eine entsprechende Rolle gespielt hatte. Später änderte er diesen Spitznamen in Creston und fügte den Vornamen Paul hinzu. Dieser Name wurde 1944 von den Behörden offiziell genehmigt.
Die 1950er Jahre waren eine besonders fruchtbare Schaffensperiode für den Komponisten, in der über 30 neue Werke aufgeführt wurden. Im Ausland wurde er neben Gershwin, Barber und Harris als einer der großen amerikanischen Musiker gefeiert. Als die Bostoner Symphoniker 1956 als erstes nordamerikanisches Orchester in der Sowjetunion gastierten, zählte Creston zu den drei Komponisten, die sie boten. Auch in seinem Heimatland war er hochgeschätzt. Nach dem Guggenheim-Stipendium von 1938 erhielt Creston 1941 den New York Music Critics' Circle Award für seine erste Sinfonie. Von 1956 bis 1960 war er Präsident der Vereinigung amerikanischer Komponisten und Dirigenten. In den späten 1960er Jahren wurde seine Musik allmählich von den experimentellen Werken der jungen Avantgardekomponisten in den Hintergrund gedrängt. Das kränkte Creston zwar, gleichwohl komponierte er weiter. Seine Sinfonie Nr. 6 wurde 1982 und Prelude and Dance für zwei Klaviere 1985 uraufgeführt. Creston starb im selben Jahr nach längerer Krankheit im Alter von 78 Jahren. Zu den Hinterbliebenen zählten seine Frau Louise und die beiden Söhne Joel und Timothy.

## Werke (Auswahl)

### Werke für Orchester
- 1938 Threnody Op. 16
- 1938 Two Choric Dances Op. 17B
- 1940 Symphony No. 1 Op. 20
- 1940 Concertino for Marimba and Orchestra Op. 21
- 1941 Concerto for Saxophone and Orchestra Op. 26
- 1941 Prelude and Dance Op. 25
- 1941 A Rumor Op. 27
- 1941 Pastorale and Tarantella Op. 28
- 1941–1942 Dance Variations Op. 30 for Coloratura Soprano and Orchestra
- 1942 Fantasy Op. 32
- 1943 Chant of 1942 Op. 33, for orchestra
- 1943 Frontiers Op. 34
- 1944 Symphony No. 2 Op. 35
- 1945 Poem Op. 39
- 1947 Fantasy Op. 42 for Trombone and Orchestra
- 1951 Symphony No. 4 Op. 52
- 1953 Invocation and Dance Op. 58
- 1953 Toccata Op. 68
- 1959 Janus, Op. 77
- 1965–1966 Introit Op. 87 (Hommage à Pierre Monteux)
- 1966 Pavanne Variations Op. 86
- 1966 Chthonic Ode Op. 90 (Homage to Henry Moore) für großes Orchester mit Euphonium, Celesta und Klavier
- 1981 Sadhana Op. 117 for Violoncello and Orchestra
- 1982 Symphony No. 6 Op. 118 - "Organ Symphony" for Organ and Orchestra
- Choreographic Suite Op. 86b
- Concerto for Piano and Orchestra Op. 43
- Corinthians XIII Op. 82 (Tone Poem)
- Dance Overture
- Evening in Texas
- Homage Op. 41 for Strings
- Kangaroo Kaper
- Nocturne Op. 83 - for Lyric Soprano or Tenor and 11 Instruments
- Rumba - Tarantella
- Sunrise in Puerto Rico
- Symphony No. 3 Op. 48

### Werke für Blasorchester
- 1940 Concertino for Marimbaphon and Band opus 21
- 1942 Legend opus 31
- 1946 Zanoni opus 40
- 1954 Celebration Overture opus 61
- 1959 Prelude and Dance opus 76
- 1967 Anatolia - Turkish Rhapsody opus 93
- 1972 Calamus Op. 104 für gemischten Chor, 4 Trompeten, 2 Hörner, 3 Posaunen, Euphonium, Tuba, Pauken und Percussion
- 1981 Festive Overture
- Kalevala opus 95 Fantasy on Finnish Folk Songs for Band
- Liberty Song '76 Op. 107 for mixed Choir and Concert Band

### Kammermusik
- 1939 Sonate for Alto-Saxophone and Piano Op. 19

### Werke für Chor
- Here Is Thy Footstool A Cappella gemischter Chor

### Messen und Geistliche Musik
- 1945 Psalm XXIII Op. 37 für Sopran-solo, gemischten Chor und Orchester
- Missa Solemnis Op. 44 für gemischten Chor oder Männerchor und Orchester

### Bühnenwerke
- 1938 Two Choric Dancees Op. 17 A, Ballett

### Werke für Percussion
- Ceremonial Op. 103 for 7 percussionists and piano